# Sillago argentifasciata
El silago de bandas plateadas (Sillago argentifasciata) es una especie de peces de la familia Sillaginidae en el orden de los Perciformes.

## Distribución geográfica
Se encuentra en Palawan (Filipinas).